# RAYDAC
RAYDAC (англ. Raytheon Digital Automatic Computer, рус. Цифровой автоматический компьютер компании Raytheon) — компьютер, построенный в единственном экземпляре компанией Raytheon. Работа над машиной началась в 1949 году и была закончена в 1953-м. Компьютер был установлен в Военно-морском испытательном ракетном центре (Naval Air Missile Test Center) в Пойнт-Мугу (англ.), Калифорния, США.
В RAYDAC использовалось 5200 электронных ламп и 18000 кристаллических диодов. Объем ОЗУ составлял 1152 36-битных слова. ОЗУ было построено на ртутных линиях задержки, время доступа к памяти составляло 305 микросекунд. Сложение на машине выполнялось за 38 микросекунд, умножение — за 240 микросекунд, деление — за 375 микросекунд (без учета времени доступа к памяти).